# The Eleventh Dimension
The Eleventh Dimension è un cortometraggio muto del 1915 diretto da Clem Easton.

## Produzione
Il film fu prodotto (e sceneggiato) da Raymond L. Schrock per l'Independent Moving Pictures Co. of America (IMP).

## Distribuzione
Distribuito dall'Universal Film Manufacturing Company, il film uscì nelle sale cinematografiche statunitensi il 16 luglio 1915.